# Industrial metal
Industrial metal – nurt muzyczny wywodzący się z połączenia elementów muzyki industrialnej oraz metalowej. Jest to graniczny gatunek muzyczny, co sprawia, że jest on dość trudny do zdefiniowania. Ten rodzaj muzyki wyróżnia połączenie ostrych, metalowych riffów, którym towarzyszy specyficzny podkład klawiszowy, sample oraz elektronicznie zniekształcony wokal.
Termin industrial metal służy do opisu muzyki zespołów, które poza standardowym dla muzyki metalowej zestawem instrumentów (jedna lub dwie gitary, bas, perkusja, wokal) w dużym stopniu wykorzystują także elektronikę. Często zamiast perkusji wykorzystywany jest automat perkusyjny, tworzący odhumanizowaną, mechaniczną, „fabryczną” atmosferę utworów. W muzyce wielu wykonawców zaliczanych do industrial metalu, znajdują się także elementy typowe dla innych gatunków muzyki, np. nu metalu, post-punka, techno itp.
Do najważniejszych zespołów industrial metalowych zalicza się m.in.: Ministry, Godflesh, Pitchshifter wyznaczających granice gatunku. Współcześnie wiele zespołów wykorzystuje motywy charakterystyczne dla tego rodzaju muzyki, przy czym chodzi głównie o połączenie ostrego, metalowego brzmienia gitar z elektroniką. Dość charakterystyczna jest twórczość zespołu Fear Factory, którego muzyka, w wielu punktach nieodbiegająca od deathmetalowego standardu, urozmaicona jest bardzo mechanicznym brzmieniem perkusji oraz wyeksponowanymi partiami klawiszy. W niektórych wypadkach wpływy muzyki industrialnej mieszają się z wpływami muzyki techno, co ze względu na zbliżone instrumentarium jest czasami dość trudne do rozróżnienia.
Czasem mianem industrial metalu określa się muzykę wykonywaną przez zespoły takie jak Das Ich, Rammstein oraz Marilyn Manson, które jednak nie należą do typowych przedstawicieli gatunku, lecz grup wykorzystujących pewien charakterystyczny zestaw instrumentalny bądź pewne typowe dla industrial metalu motywy, brzmienie itp. Na przykład zaliczany czasem do industrial metalu Rammstein rzadko wykorzystuje sampling, nie używa też automatu perkusyjnego, niemniej jednak ze względu na bardzo mechaniczną rytmikę utworów bywa czasami zaliczany do tego rodzaju muzyki.
Podobnie jest z zespołami muzyki lat 80. XX wieku, takimi jak post punkowym, nowo falowym z elementami rocka gotyckiego Killing Joke i post industrialnym Die Krupps, które dopiero później w swojej twórczości (Killing Joke od 2003, Die Krupps od 1997) zaczęły tworzyć muzykę bardzo mechaniczną z użyciem automatu perkusyjnego z aranżacją ostrych gitarowych riffów, zbliżonych do cech nurtu określanych jako industrial metal.